# Leggia
Leggia é uma comuna da Suíça, no Cantão Grisões, com cerca de 129 habitantes. Estende-se por uma área de 9,15 km², de densidade populacional de 14 hab/km². Confina com as seguintes comunas: Cama, Grono, Verdabbio. A língua oficial nesta comuna é o Italiano.